# John Bloom
John Bloom (19 de febrero de 1944 - 15 de enero de 1999) fue un actor estadounidense, 

## Carrera
Es reconocido por los cinéfilos en sus apariciones y presencia en el cine, en especial representando al monstruo de Frankenstein el la película de 1971 Drácula vs Frankenstein, donde interpretó al monstruo, siendo la versión más grande de él mismo. En ese film actuó junto a actores como Lon Chaney Jr. y J. Carrol Naish. En 1971 también actuó en la película The Incredible 2-Headed Transplant, junto a Bruce Dern, Pat Priest y Albert Cole. Bloom también actuó en filmes como The Dark, en 1979, donde interpreta a un alienígena. Otro film es The Hills Have Eyes - Parte 1 de 1985. Bloom falleció en 1999 a los 55 años.